# 丁托列托
丁托列托（義大利語：Tintoretto，1518年9月29日—1594年5月31日），原名雅科波·康明（義大利語：Jacopo Comin），是意大利文艺复兴晚期最后一位伟大的画家，和提香、委羅內塞并称为威尼斯画派的“三杰”之一。

## 生平
.

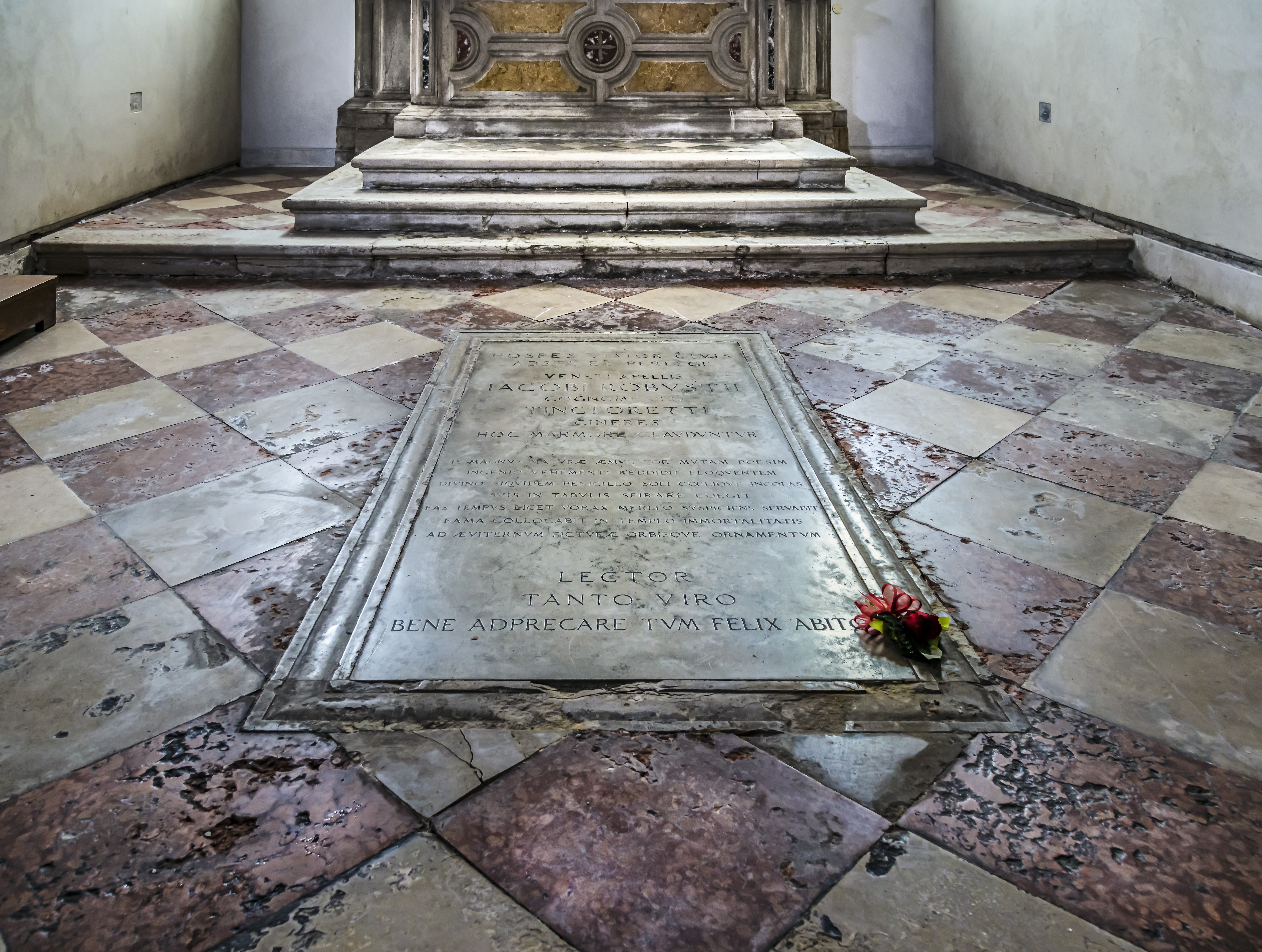
丁托列托墓

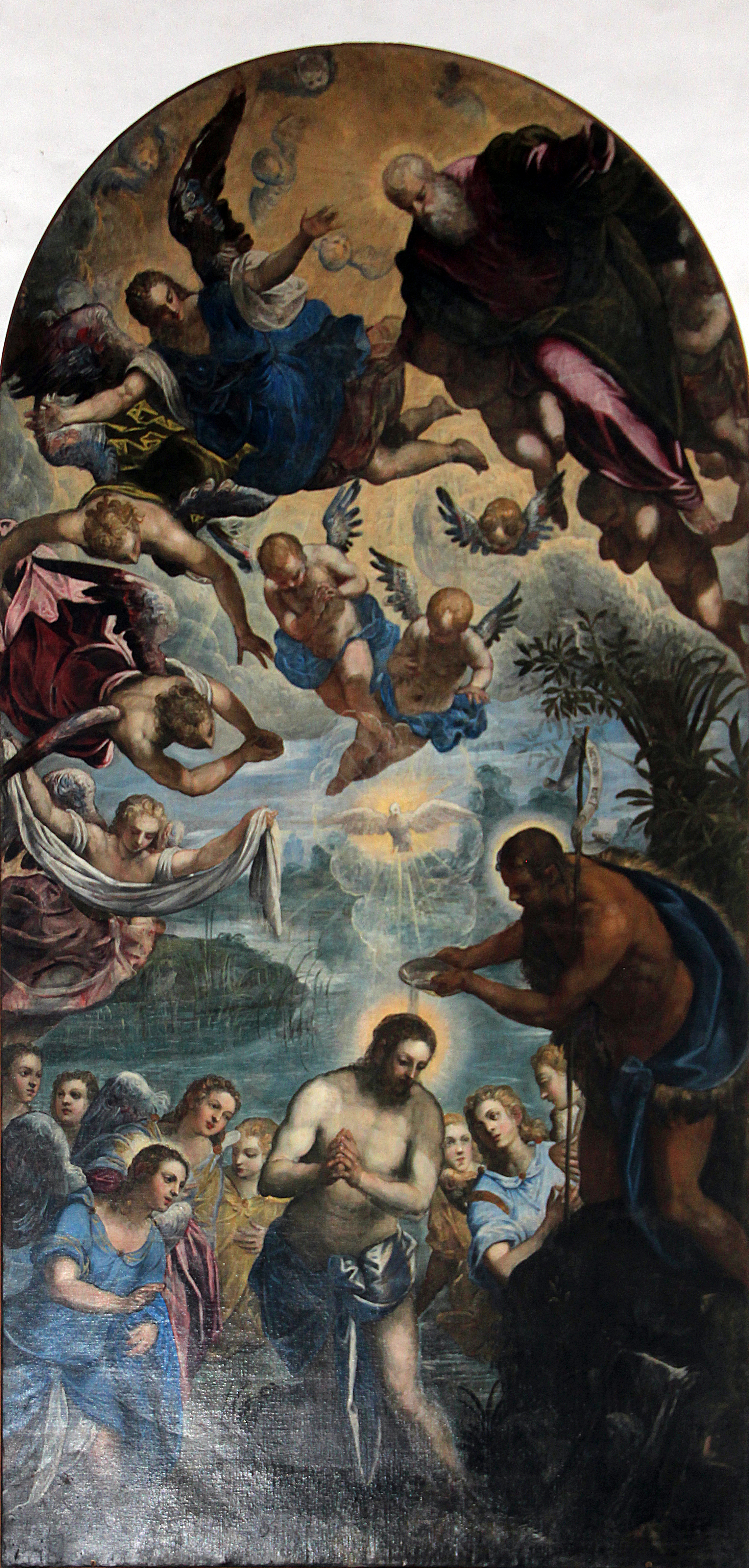
《耶稣受洗》，位于威尼斯穆拉诺岛圣伯多禄致命堂

丁托列托出生于威尼斯，父亲是染匠，他是父亲的长子，因此获得一个绰号“丁托列托”（意思是小染匠）。他从小就有绘画天才，经常在染坊墙上涂画，他的父亲注意到他的才能，将他送到提香的画室学徒，但仅过了十天，就被提香送回家，据说是提香嫉妒他的才能，另一种说法是提香认为他的才能可以自己作为一个画家，而不用再作学徒。
从此以后，两人始终没有任何接触，丁托列托仍然非常欣赏提香的作品，但提香从来没有和他成为朋友，丁托列托以后一直以自学为主，并在自己的画室上书写上“Il disegno di Michelangelo ed il colorito di Tiziano”（米开朗基罗的素描和提香的色彩）。
他从模仿米开朗基罗的雕塑入手，用蜡或黏土复制雕像，放到一个木盒中，通过一个小孔用蜡烛照明，再进行绘画，所以他可以日以继夜地工作。
他辛苦工作相当长时间也没有接受到委托，最初接受委托也没有报酬，后来他的自画像和为他弟弟做的画像开始引起人们的注意，并受到提香的称赞。
从1546年开始，他接受委托为教堂绘制壁画。逐渐成为一个伟大的画家。1550年，他和圣马可学院的一位贵族女儿结婚，生育了两个儿子和五个女儿，不过据说其中一个女儿是他和一位德国情妇所生。
1594年，他得了胃病，胃疼再有发烧，使他几乎有两星期没有怎麽吃东西，也无法入睡，终于逝世，和他于1590年去世的女儿葬在一起。
他一生几乎没有离开过威尼斯。

## 作品和影响
1546年，他为威尼斯的菜园圣母院绘制了三幅著名作品：《崇拜金牛》、《寺庙中的圣处女》和《最后审判》，他只获得两幅画的酬金，只是从此出名了。1548年，他接到圣马可学院的委托，绘制了《圣马可解救奴隶的奇迹》、《发现圣马尔谷的圣髑》、《偷运圣马尔谷的圣髑》和《圣人将信徒从他不洁的灵魂中招回》。
这四幅画使他获得盛誉，包括提香的称赞，他的地位也有了很大的改变。
1560年，他开始为内部光线不足的圣罗格大会堂进行装饰，有5位当时著名的画家被邀请进行装饰设计，包括委罗内塞，但丁托列托送来的不是草图，而是已经完成的作品，《圣罗格荣升天堂》并且是作为无偿的礼物献给圣人，根据宗教的教义，是不能拒绝对圣人的奉献，所以他获得了无偿绘制圣罗格大会堂天顶画的委托。
由于天顶画的成功，他得到绘制其他壁画的委托，1565年为会堂绘制了《耶稣钉十字架》，获得250达卡金币的报酬。1576年，他又为中央大厅无偿绘制天顶画《蟒蛇之灾》、《逾越节会餐》和《摩西打碎十戒石板》，只收一些象征性的报酬。
1577年，他为整个圣罗格大会堂进行装饰，每年完成三幅画，收100达卡报酬，直到他去世，共收到2447达卡的报酬，会堂装饰52幅巨作，另外有许多小型装饰。
此外他还完成了一些肖像画和历史画，他最著名的作品是油画《天堂》，有22.5米长9米高，是历史上最大幅的布面油画，这幅画也耗尽他的精力，成为他最后一幅著名作品。由于是装饰在光线暗淡的地方，这幅画并不精细，类似于草图。
他的恢弘风格被称为“疯狂热情的”（Il Furioso），他戏剧性地利用透视和光线效果，使他成为巴洛克艺术的先驱。

## 畫廊

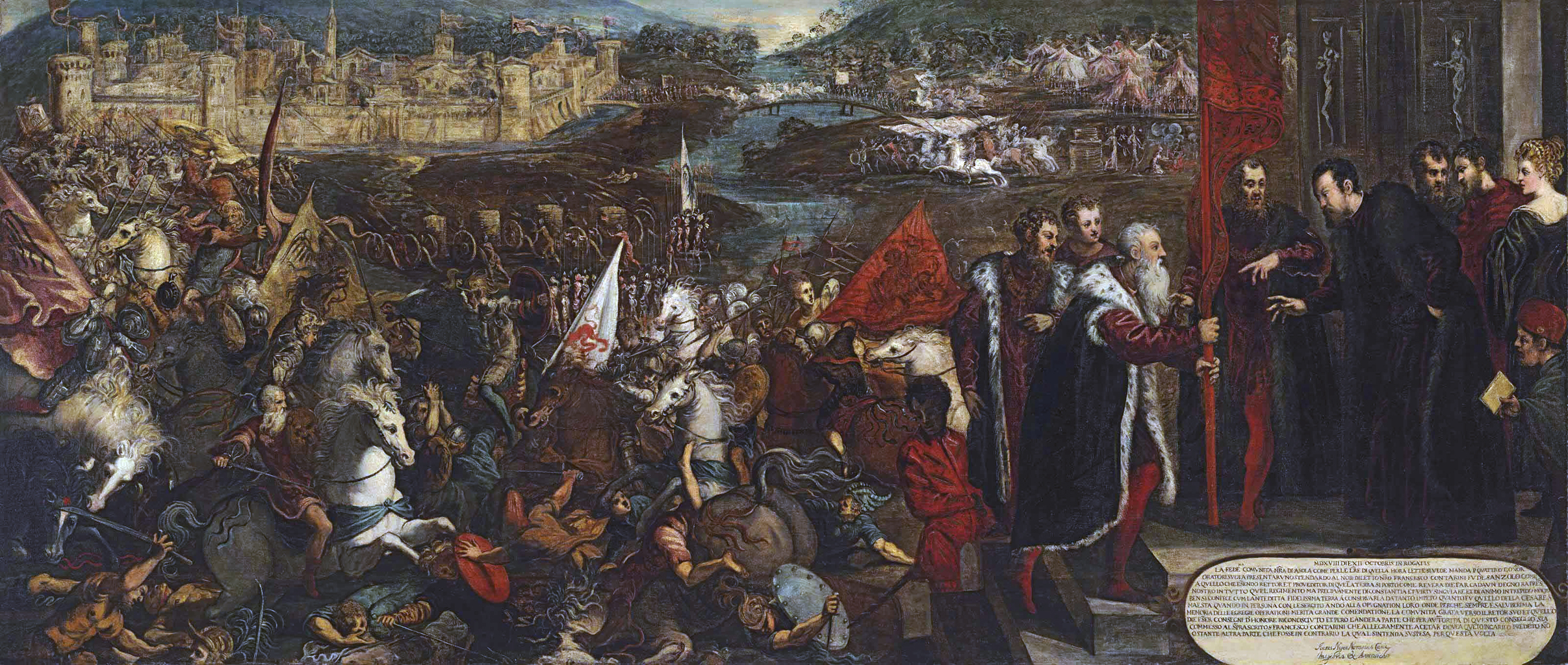
《阿索拉的围攻》（The Siege of Asola），1544年－1545年，国立博物館絵画館 波茲南
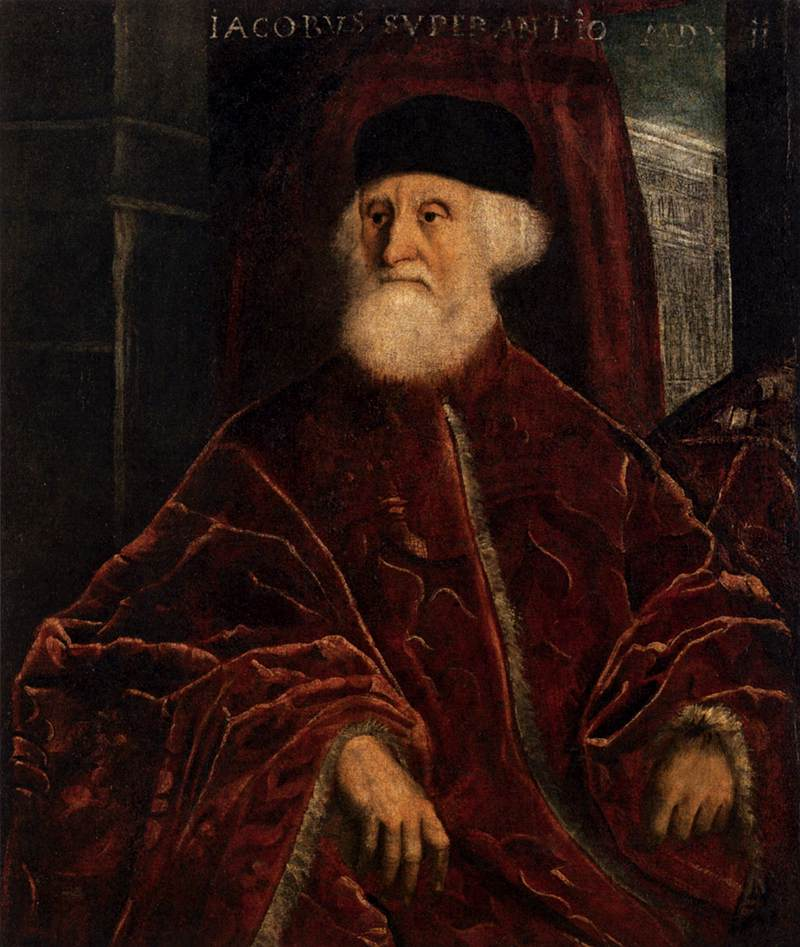
《检察官雅各布·索兰佐肖像画》， 绘制于1550 年，现藏于威尼斯学院美术馆
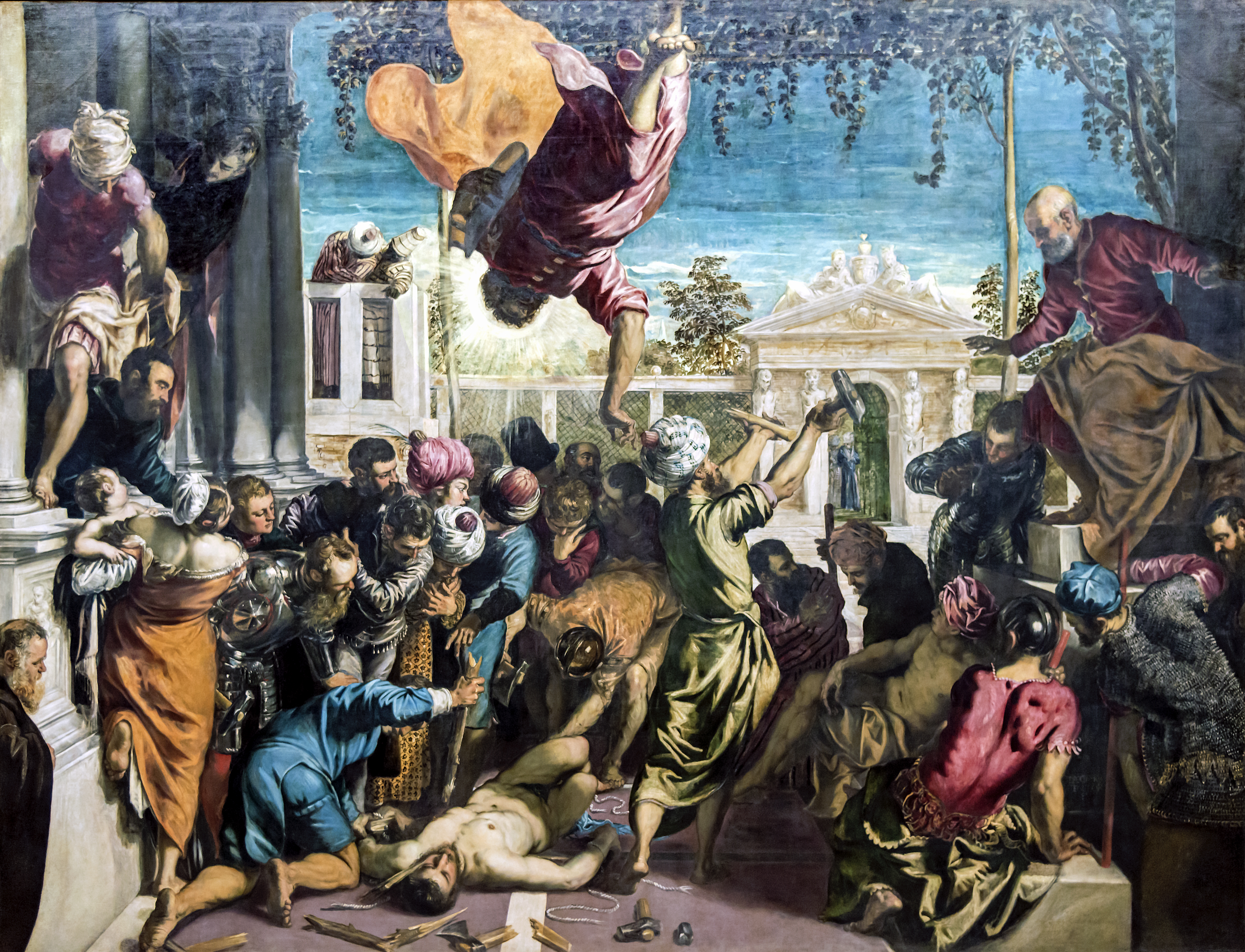
《圣马可解救奴隶的奇迹》，绘制于1548年，现藏于威尼斯学院美术馆
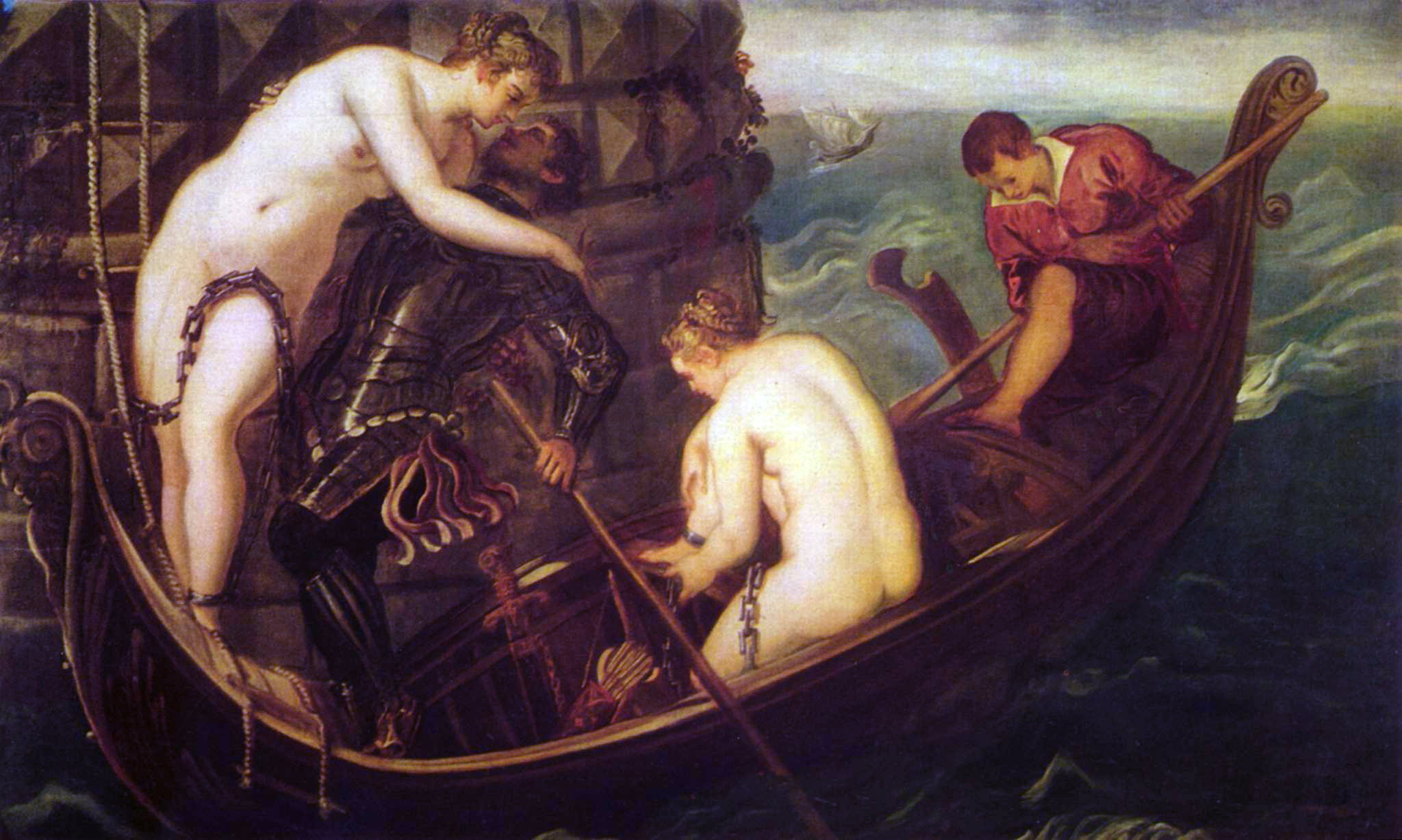
《阿尔西诺伊获救》，1555–1556 年，现藏于德累斯顿的历代大师画廊
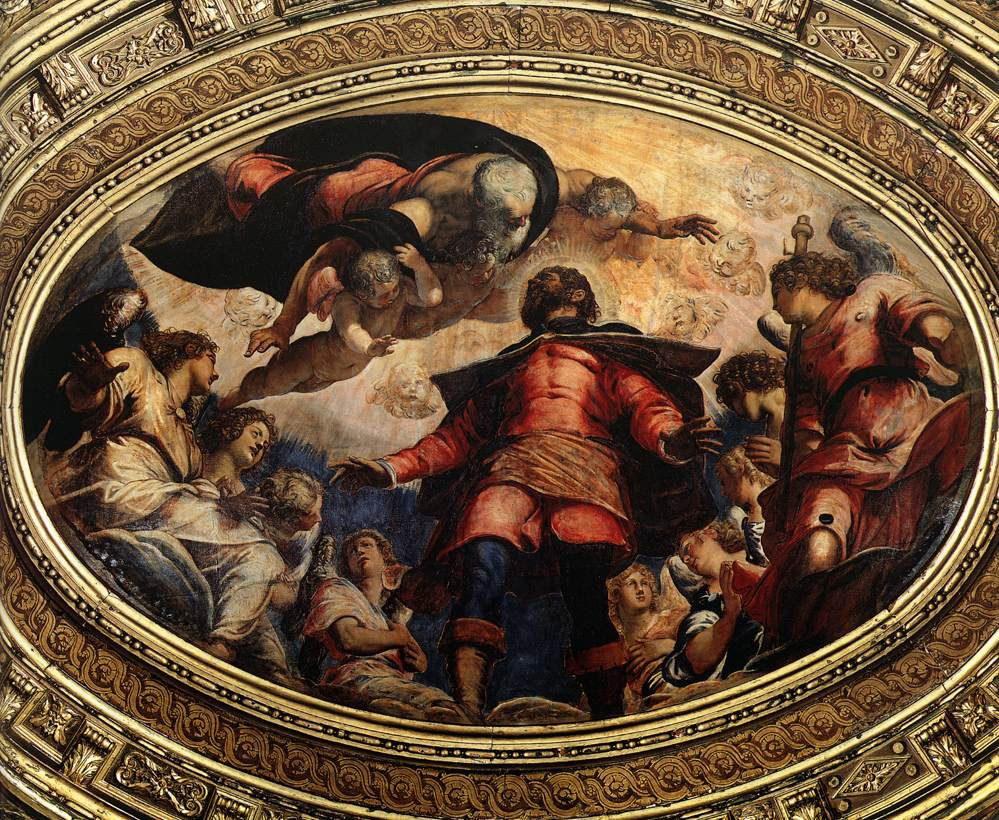
《圣罗格荣升天堂》，1564年，位于威尼斯圣罗格大会堂
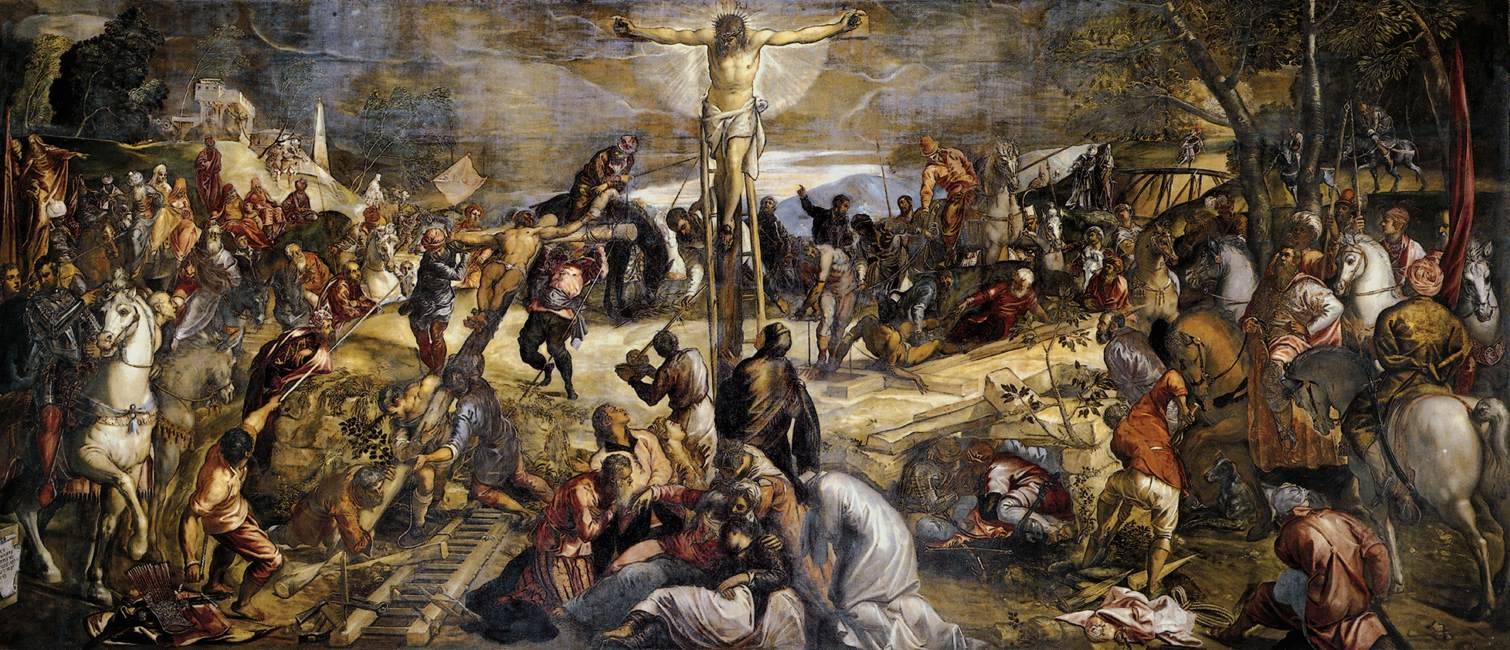
《钉十字架》，1565 年，位于威尼斯圣罗格大会堂
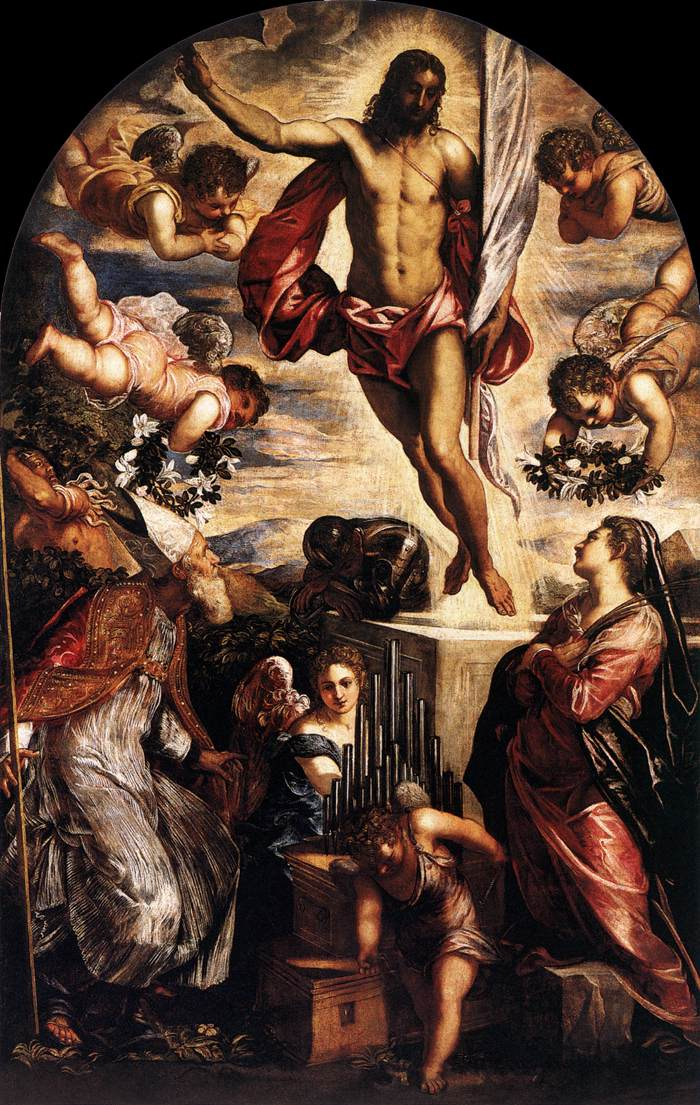
《基督复活》，1565，位于威尼斯的圣加西盎堂
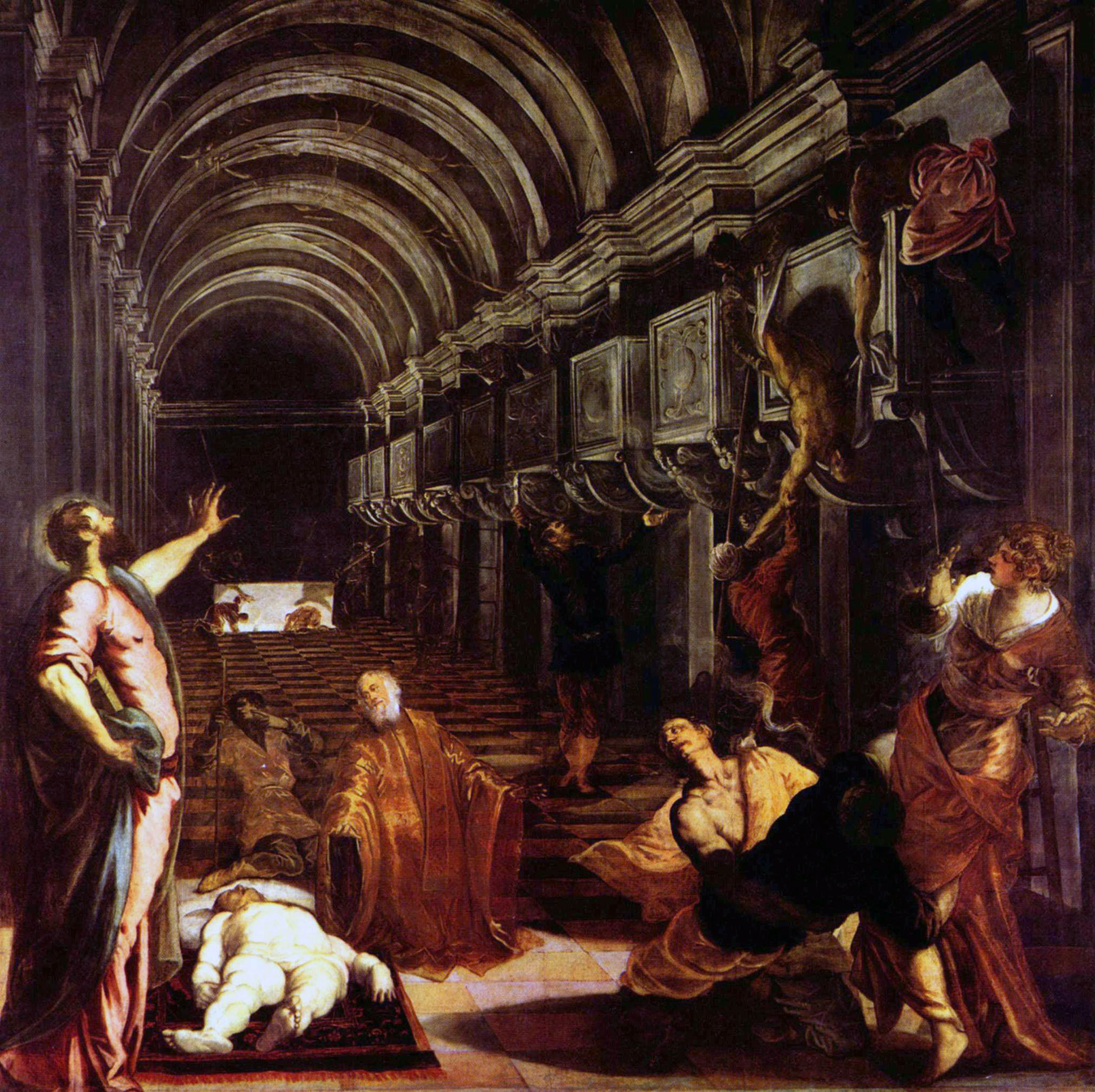
《发现圣马尔谷的圣髑》，1562年－1566年，收藏於義大利米蘭布雷拉画廊
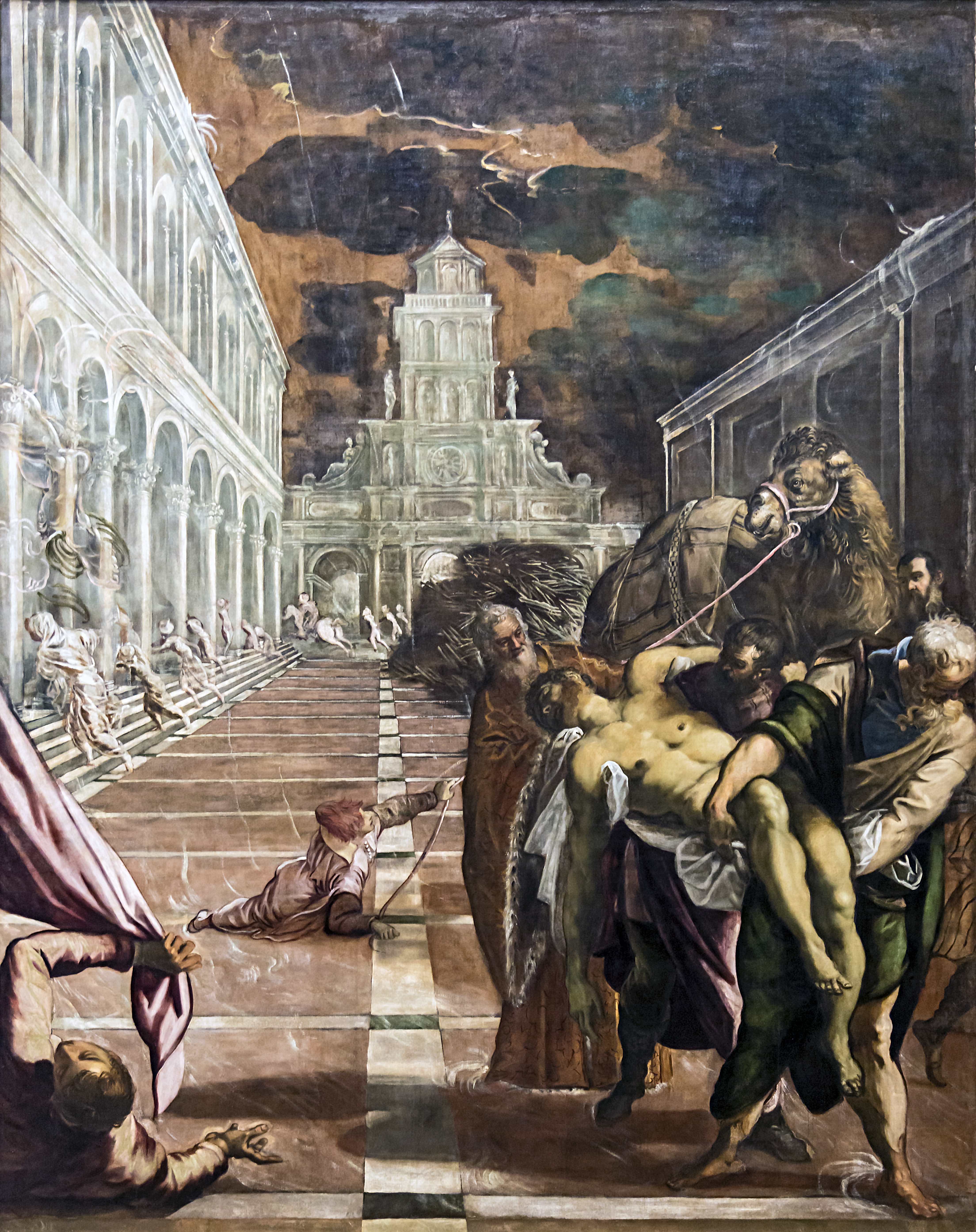
《偷运圣马尔谷的圣髑》，1562年－1566年，现藏于威尼斯学院美术馆
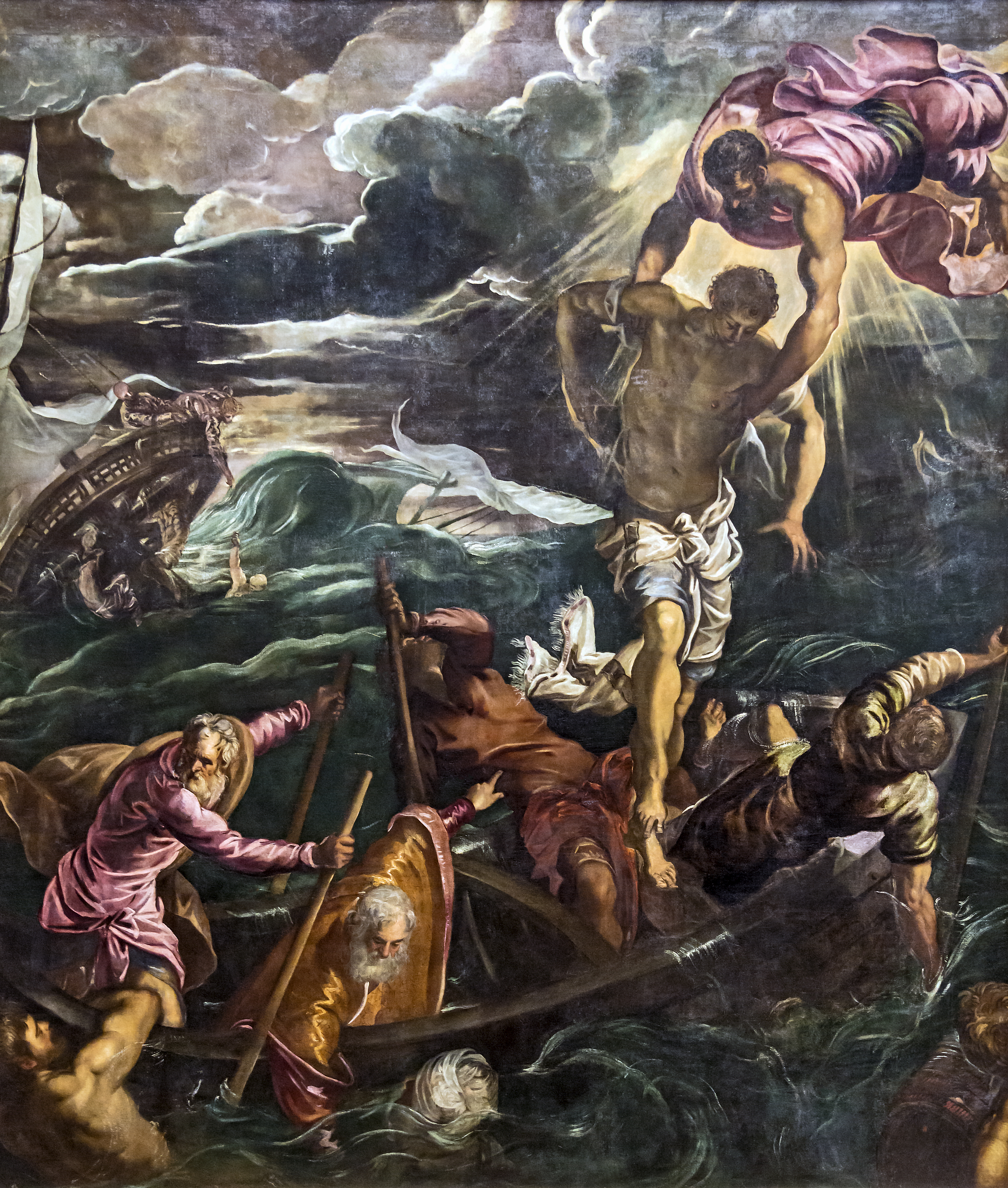
《圣马尔谷在海难中拯救撒拉逊人》，1562年－1566年，现藏于威尼斯学院美术馆
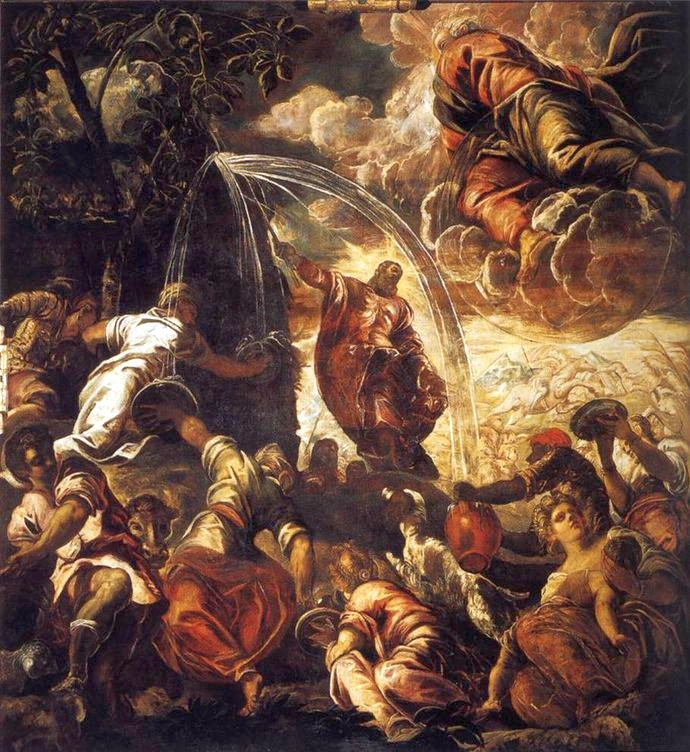
《摩西击打磐石出水》，1577年，位于威尼斯圣罗格大会堂
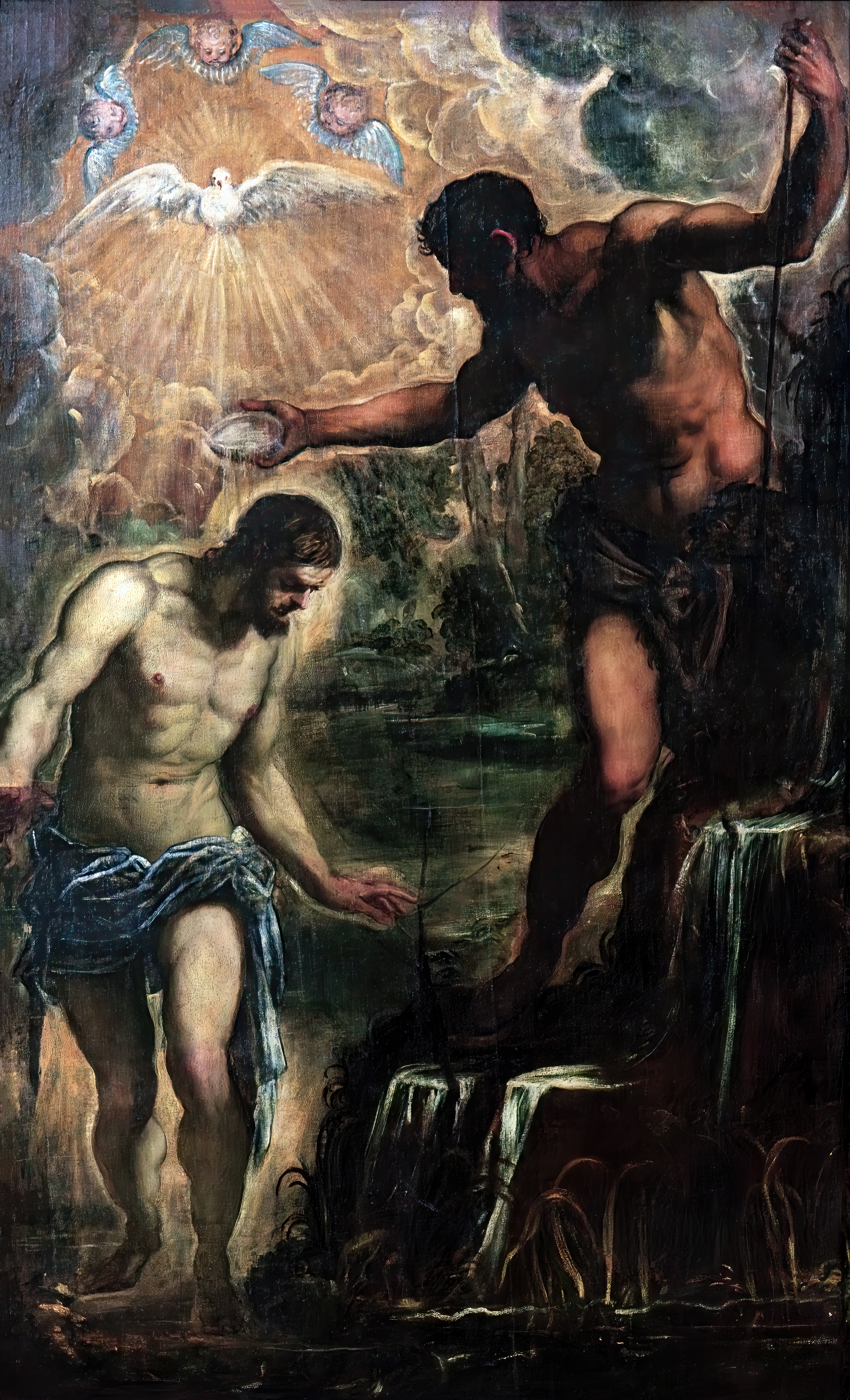
《基督受洗》，1580年，位于威尼斯圣西尔物斯德肋堂
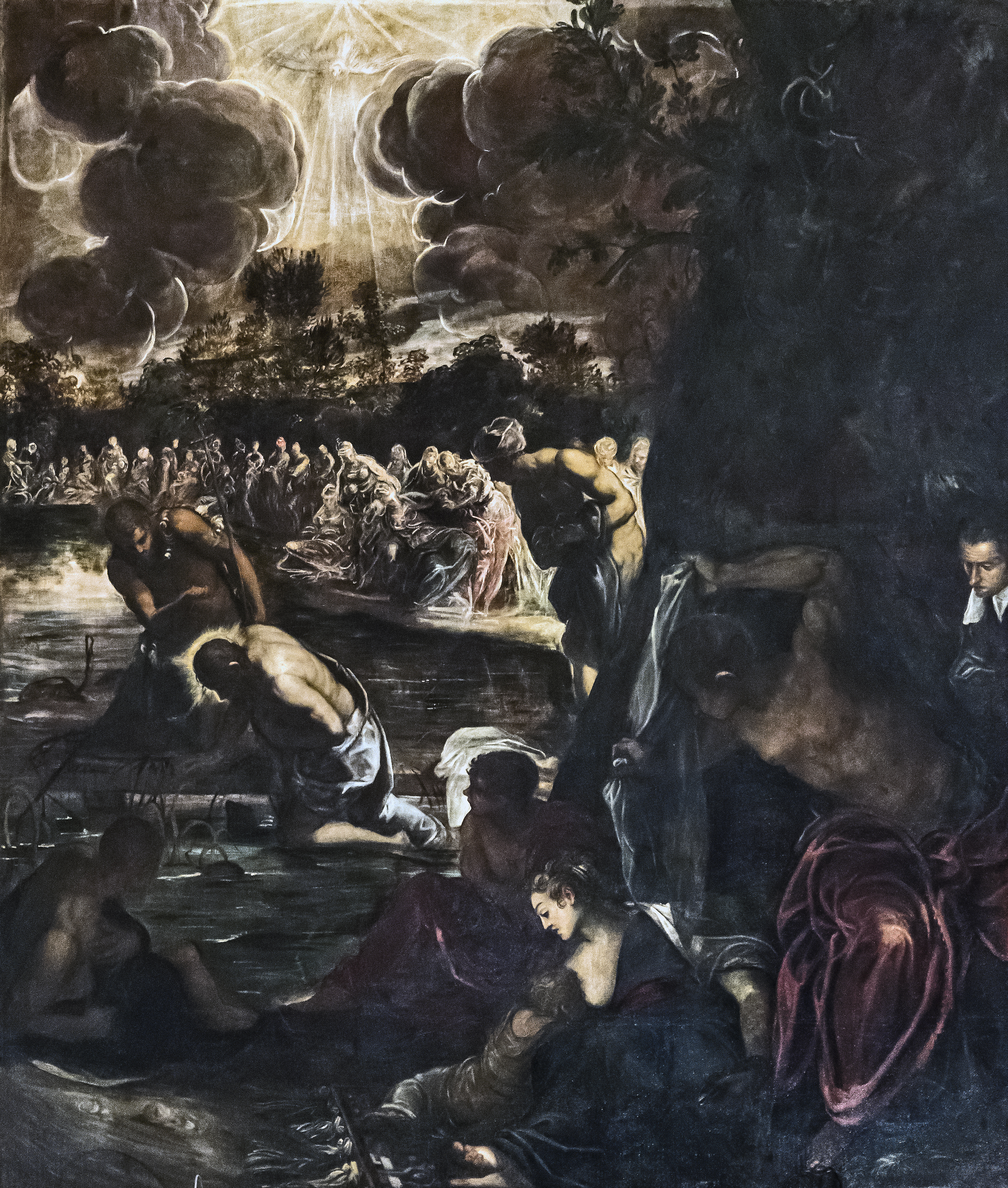
《基督受洗》，1578-1581年，位于威尼斯的圣罗格大会堂
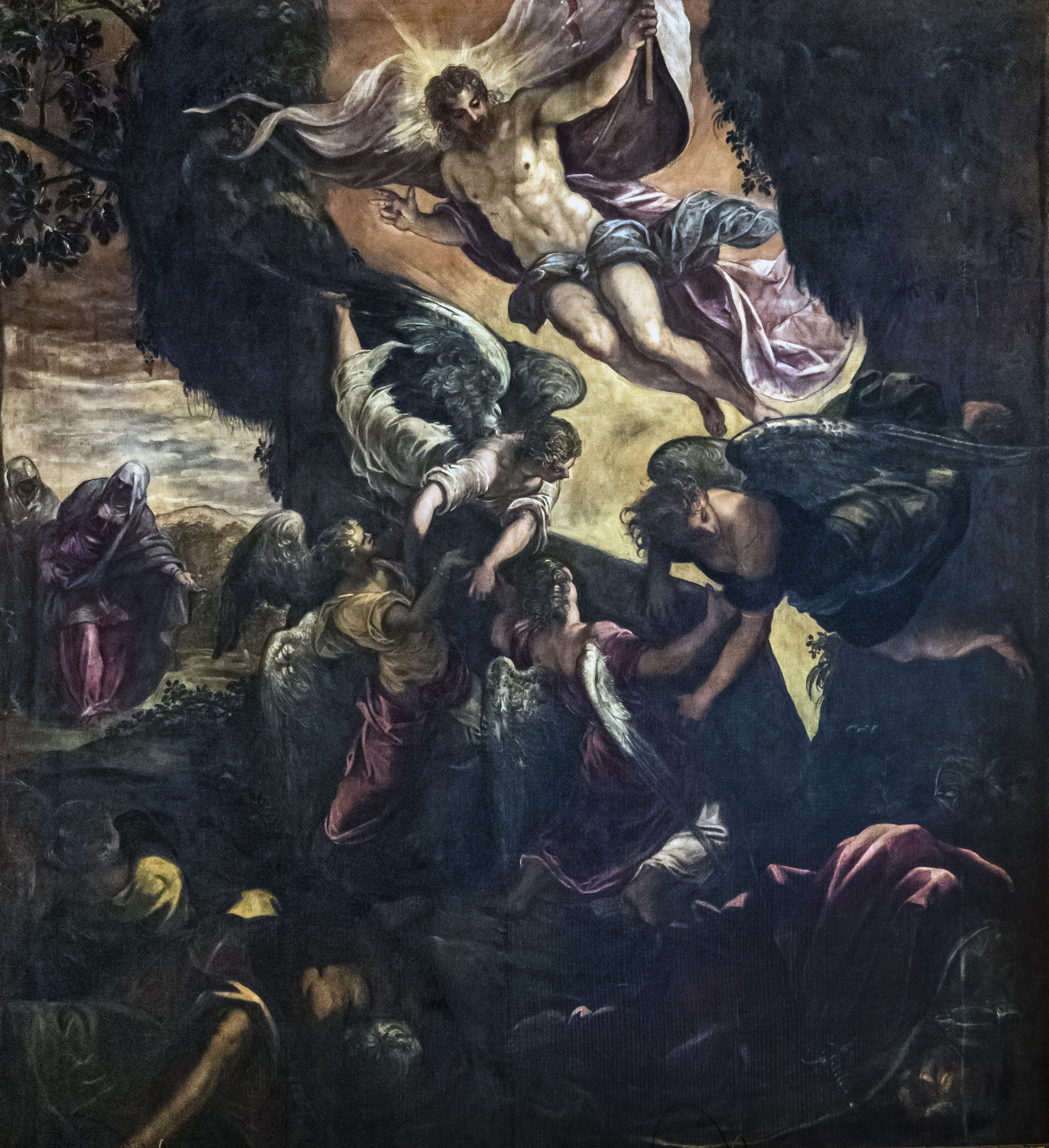
《基督复活》，1578-1581，位于威尼斯的圣罗格大会堂
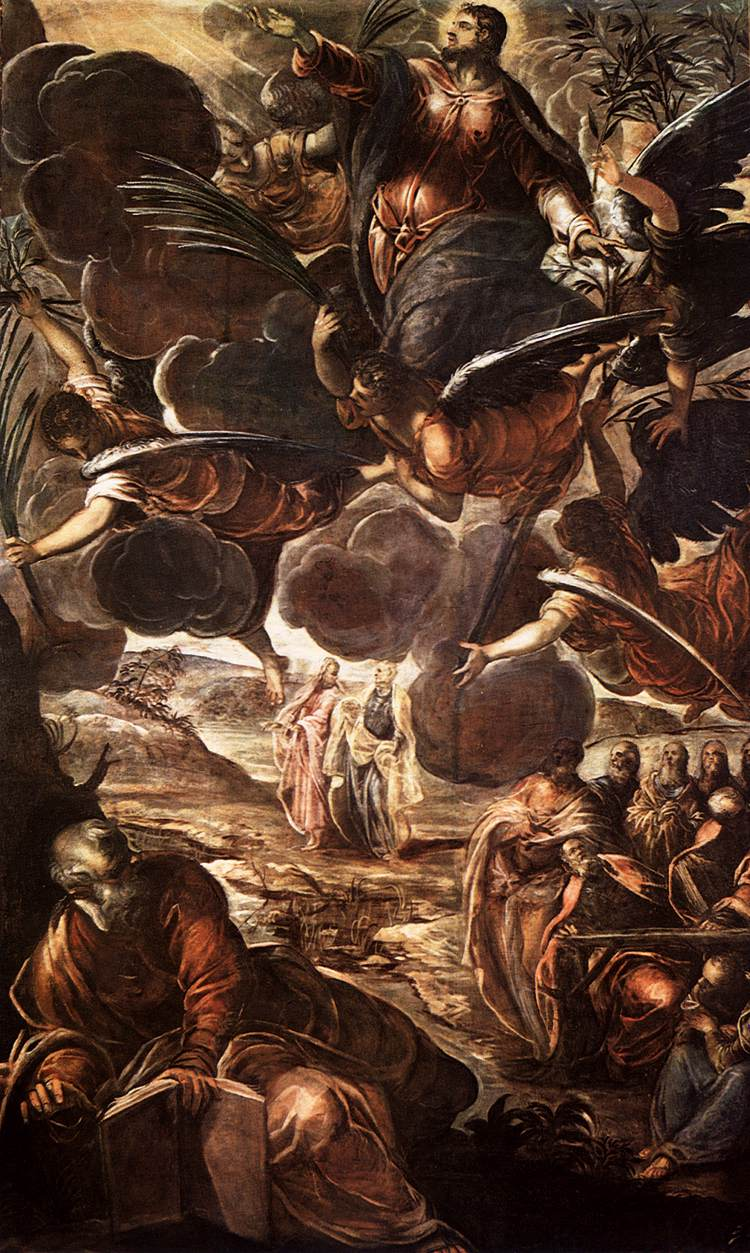
《基督升天》，1578-1581，位于威尼斯圣罗格大会堂
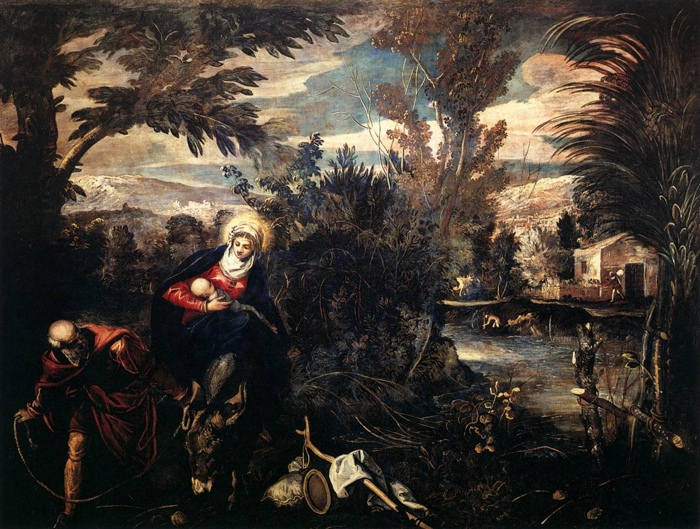
《逃往埃及》，1582-87，位于威尼斯圣罗格大会堂
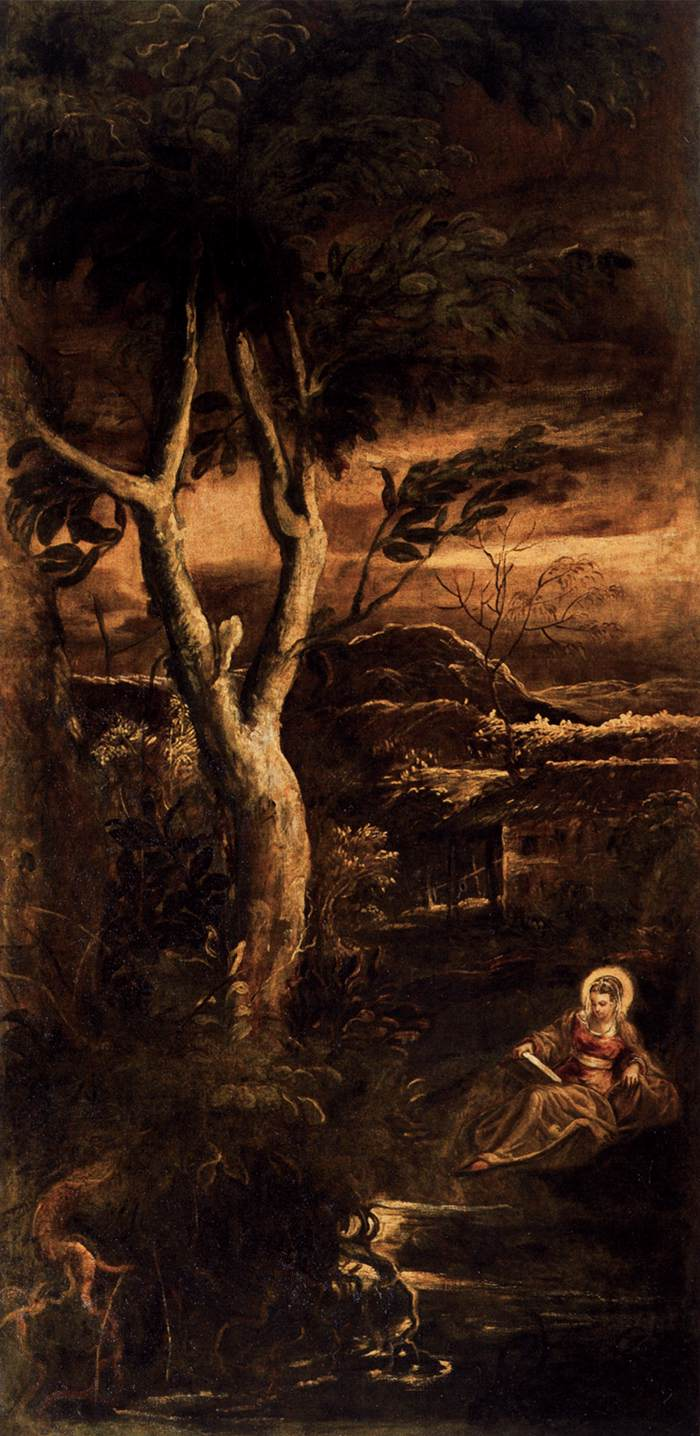
《抹大拉的马利亚》, 1582-87，位于威尼斯圣罗格大会堂
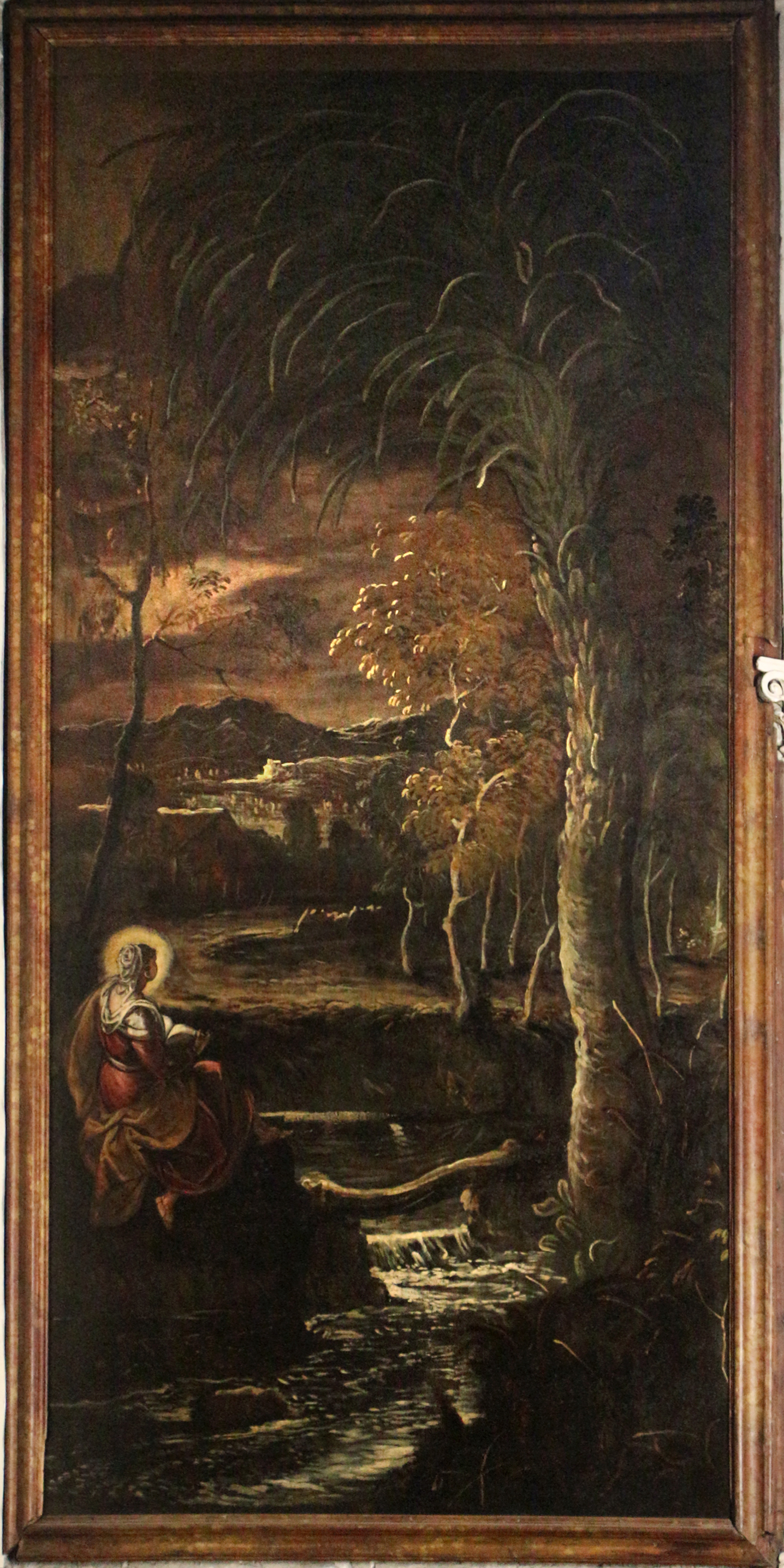
《埃及的马利亚》, 1582-87，位于威尼斯圣罗格大会堂
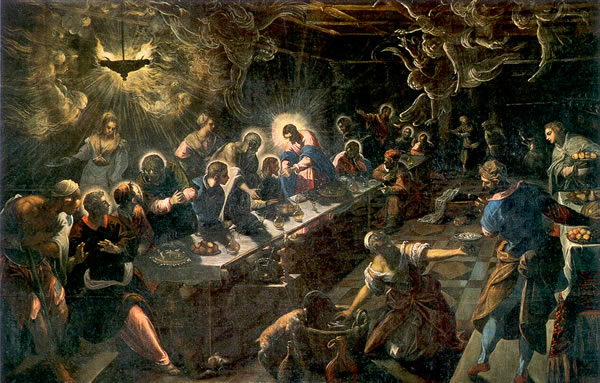
《最后的晚餐》，1592年－1594年，收藏於義大利威尼斯圣乔治马焦雷圣殿

《天堂》

### 文獻
- Butterfield, Andrew. . New York Review of Books (NYREV, Inc.). 2007-04-26, 54 (7)  [2007-04-18]. （原始内容存档于2007-04-16）.
- Carlo Ridolfi, La Vita di Giacopo Robusti (A Life of Tintoretto) 1642
- 本条目包含来自公有领域出版物的文本: Chisholm, Hugh (编).  (第11版). London: Cambridge University Press. 1911.

## 延伸阅读
- Bernari, Carlo, and Pierluigi de Vecchi (1970). L'opera completa del Tintoretto. Milano: Rizzoli. OCLC 478839728 (Italian language)
- Butterfield, Andrew. . New York Review of Books (NYREV, Inc.). 2007-04-26, 54 (7)  [2007-04-18]. （原始内容存档于2007-04-16）.
- Echols, Robert (2018). Tintoretto: Artist of Renaissance Venice. Yale University Press. ISBN 9780300230406.
- Ridolfi, Carlo (1642). La Vita di Giacopo Robusti (A Life of Tintoretto)
- Rossetti, William Michael. . Chisholm, Hugh  (编).  26 (第11版). London: Cambridge University Press. 1911.